# Crkva sv. Ivana Krstitelja na Slimenu
Crkva sv. Ivana Krstitelja nalazi se na Slimenu, u Omišu.

## Opis
Na crkvi je uklesano nekoliko godina, najranija na južnim vratima 1713. Stilski crkva pripada baroknom slogu jednostavnih oblika, a jednobrodna je građevina s apsidom prema istoku. Presvođena je bačvastim svodom koji leži na uzdužnom profiliranom vijencu. Na glavnom pročelju je trodijelni zvonik na preslicu. Ulazna vrata imaju profilirane kamene okvire s profiliranim nadvratnikom, a južna vrata imaju uz rub štap i profilirani nadvratnik. Krov je na dvije vode s kupom kanalicom. Glavni oltar je mramorni s kraja 18. stoljeća, a sjeverni, također mramorni, i južni drveni nalaze se u plitkim nišama s polukružnim lukom.

## Zaštita
Pod oznakom Z-5357 zavedena je kao nepokretno kulturno dobro - pojedinačno, pravna statusa zaštićena kulturnog dobra, klasificirano kao "sakralna graditeljska baština".